# Leidschendam-Voorburg
Leidschendam-Voorburg est une commune néerlandaise, dans la banlieue sud-est de La Haye, en province de Hollande-Méridionale.
Le 31 janvier 2022, la commune de Leidschendam-Voorburg comptait 76 642 habitants (source CBS) et une superficie de 35,68 km2. Elle est composée des villes de Leidschendam et Voorburg et le village de Stompwijk.

## Galerie

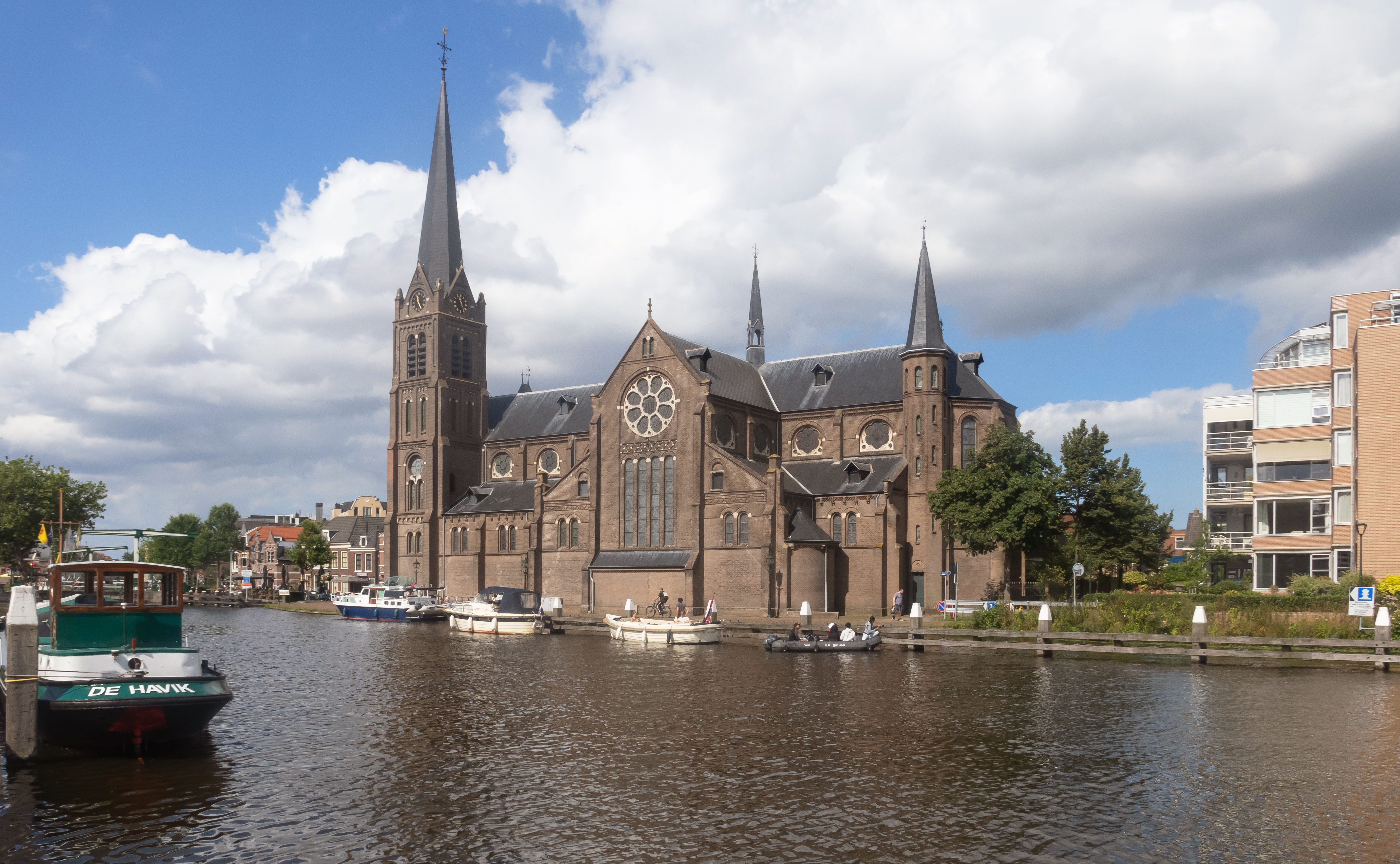
Leidschendam, l'église: la Sint Petrus en Pauluskerk
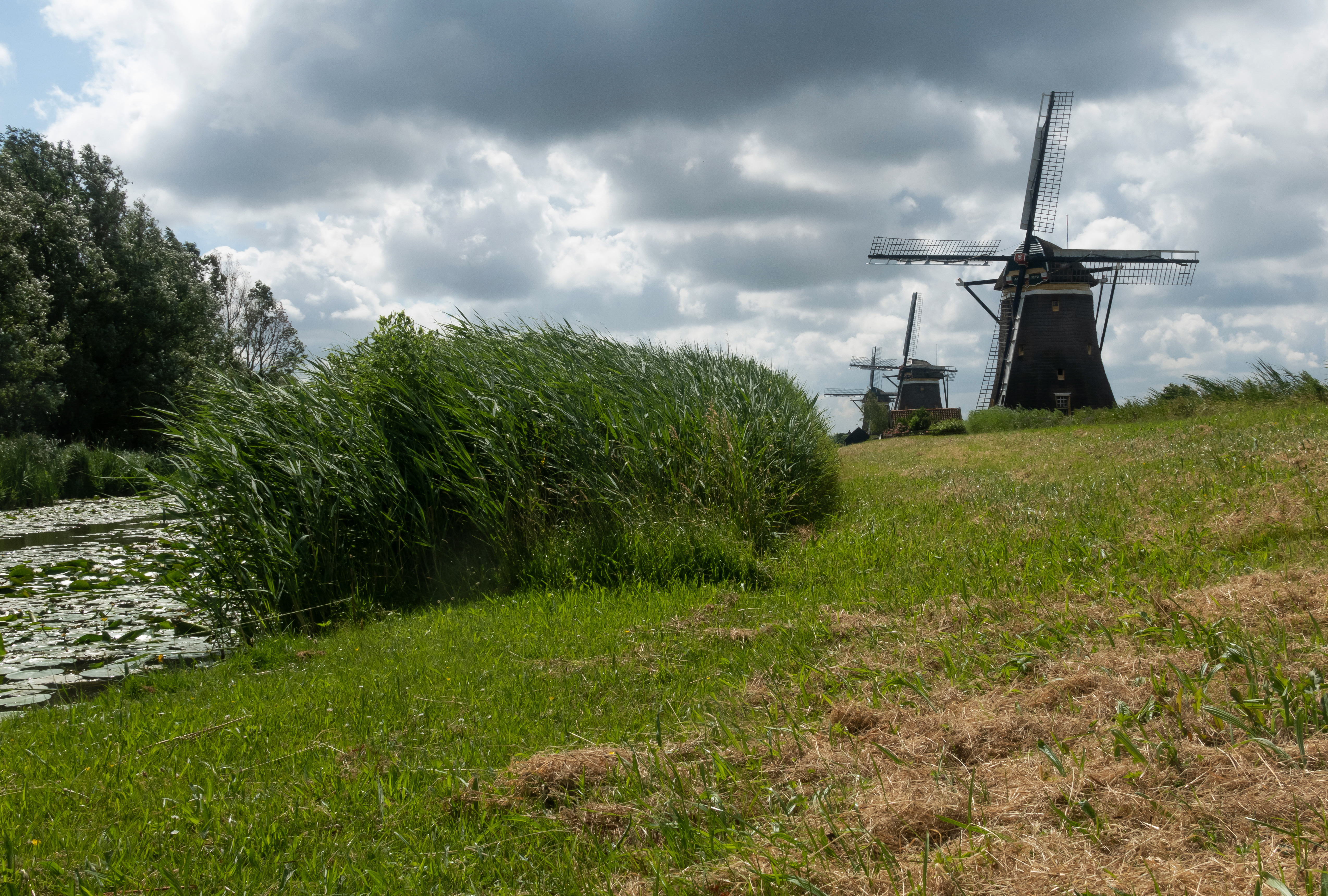
Leidschendam, les moulins: de Molendriegang
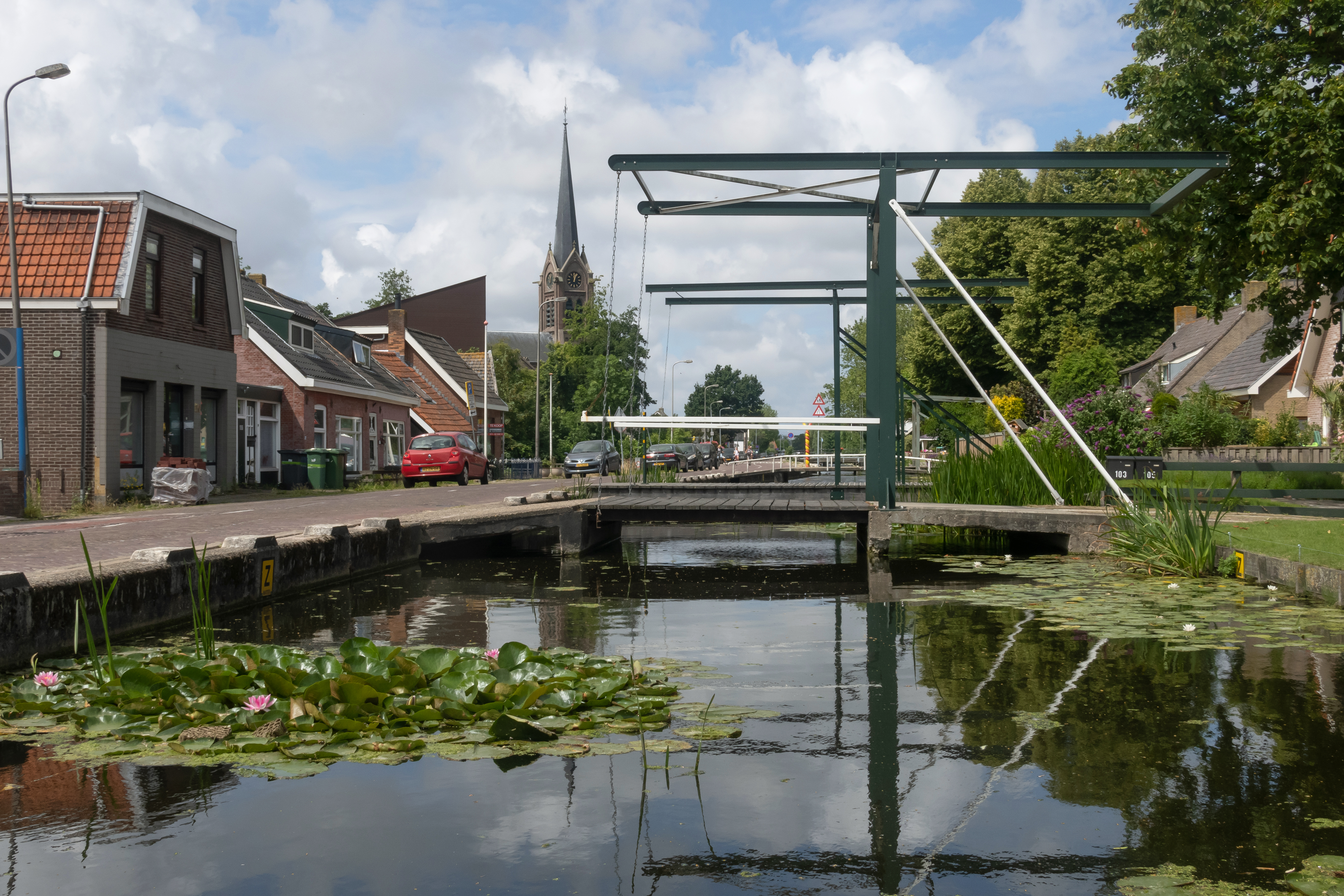
Stompwijk, l'église (la Sint-Laurentiuskerk le long du canal (le Stompwijkse Vaart)

## Géographie

### Communes limitrophes
| Wassenaar | Voorschoten           | Leyde       |
| La Haye   | Leidschendam-Voorburg | Zoeterwoude |
| Ryswick   | La Haye               | Zoetermeer  |

### Lieux
- Vlietland, zone récréative et base nautique.

## Histoire
Spinoza y vécut de 1663 à 1670. Constantin Huygens et son fils Christian Huygens y vécurent aussi.
Les communes de Leidschendam et de Voorburg ont fusionné en 2002, Stompwijk faisant déjà partie de Leidschendam avant la fusion.

## Politique et administration

### Jumelages
Leidschendam-Voorburg est jumelée avec:
- Hranice (Tchéquie) depuis 1990
- Konstancin-Jeziorna (Pologne) depuis 1990
- Temecula (États-Unis) depuis 1993